# Église Saint-Martin de Moulins
L'église Saint-Martin est une église située à Moulins, en France.

## Localisation
L'église est située sur la commune de Moulins, dans le département d'Ille-et-Vilaine.

## Historique
Le monument est inscrit au titre des monuments historiques par arrêté du 17 mai 1974.

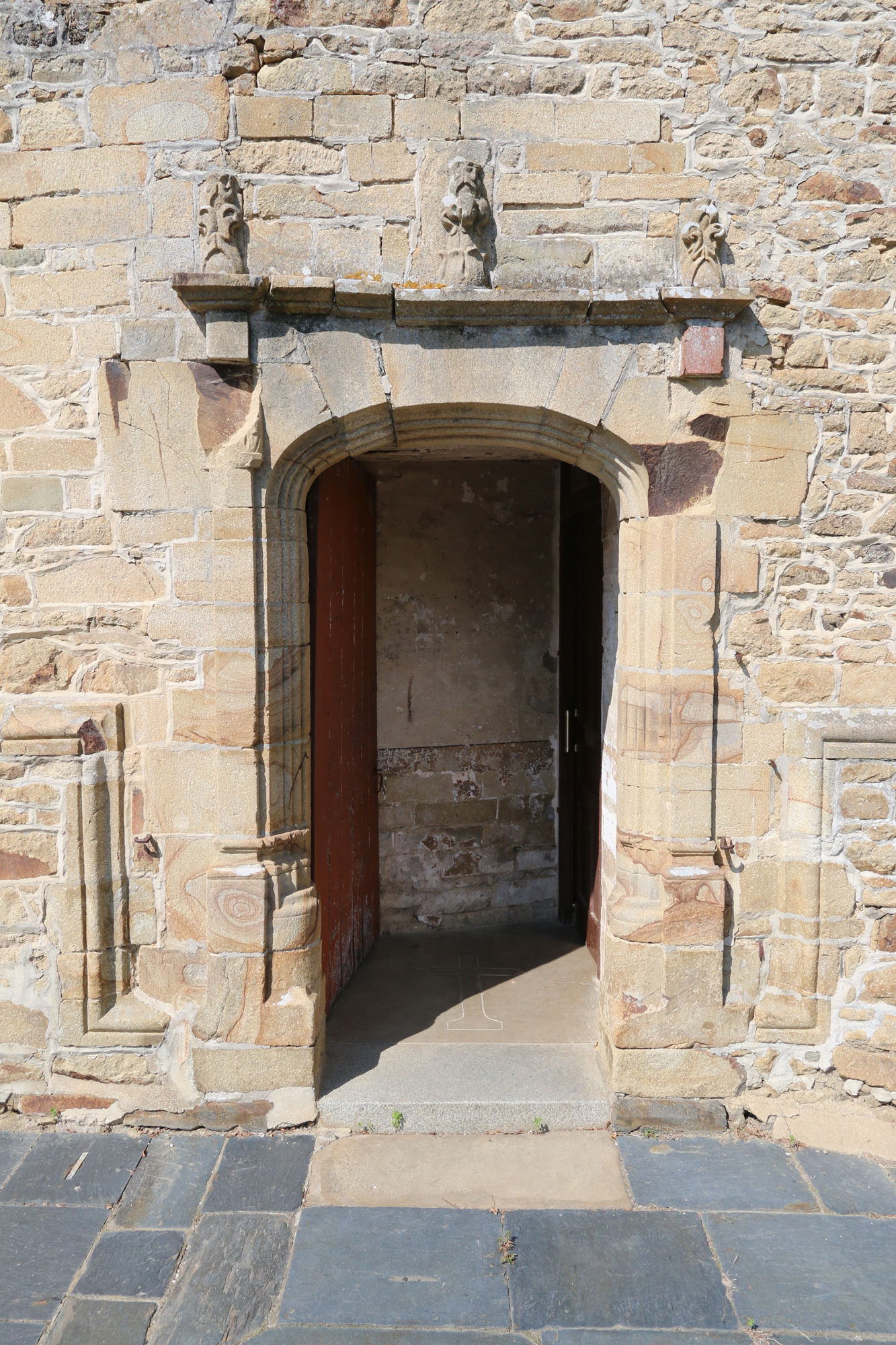
Porte de l'église St-Martin, face sud.
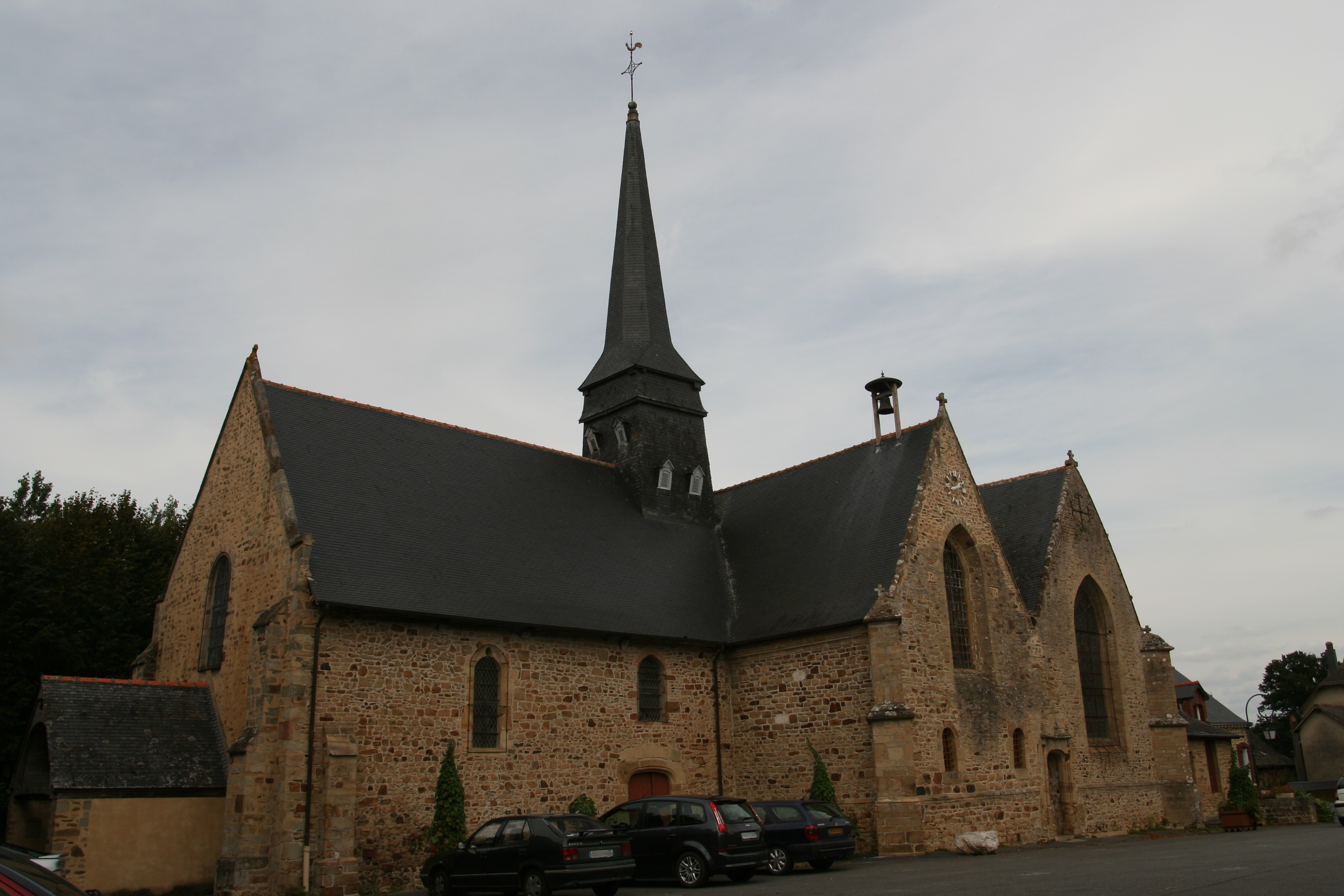
Église St-Martin, sous le ciel sombre.